# Walter Alcock
Walter Galpin Alcock (Edenbridge (Kent), 29 de diciembre de 1861-11 de septiembre de 1947) fue un organista y compositor inglés. Ocupó varios puestos importantes como organista, tocando en las coronaciones de tres monarcas. También fue profesor de órgano en el Royal College of Music de Londres.

## Biografía
A los 15 años ganó una beca para la Escuela Nacional de Formación Musical, donde estudió composición con Arthur Sullivan y órgano con John Stainer.
Después de breve de puestos en las iglesias de Holy Trinity (Sloane Street) y Santa Margarita (Westminster), en 1893 fue nombrado profesor de órgano en el Royal College of Music. Fue organista asistente de la abadía de Westminster desde 1896 y, al mismo tiempo, fue organista de la capillas reales desde 1902. En 1916 se convirtió en organista de la catedral de Salisbury, donde supervisó una restauración estrictamente fiel del famoso órgano del "Padre" Willis, llegando incluso a negarse a permitir que partes del instrumento abandonaran la catedral sin su conocimiento en caso de que se produjera una alteración tonal no autorizada, mientras que permitía algunas discretas adiciones en el estilo original del órgano (así como la modernización de las acciones del órgano) por Henry Willis III, nieto del Padre Willis.
Alcock tuvo la distinción única de tocar el órgano en la abadía de Westminster en las coronaciones de tres reyes: Eduardo VII (1902), Jorge V (1911) y Jorge VI (1937).
Entre 1917 y 1924, Alcock, con Charles Harford Lloyd, "arregló" el puesto de director de The Madrigal Society, para asistir al anciano sir Frederick Bridge, que había sido designado para el cargo en 1888.
Alcock fue nombrado caballero en 1933 por sus servicios a la música. Fue igualmente un profesor destacado, cuyo material se publicaba para estudiantes de órgano todavía se considera valioso. Entre sus principales alumnos se encontraban Edward Bairstow, Ralph Downes, y S. Drummond Wolff.
Entre sus pasatiempos favoritos se incluía la construcción de un ferrocarril modelo, con máquina de vapor y ténder, el “Patrick Stirling”, en donde se montaban los niños del coro de Salisbury.
Alcock murió a la edad de 85 años. Su funeral fue en la catedral de Salisbury.
En un tributo necrológico a su persona, el director Thomas Armstrong escribió sobre 'sus firmes bases de buena musicalidad y tradición sonora' y agregó:

¡Qué brillantez había en sus pasajes! ¡Qué fuego en su manejo de una Tocata de Bach! ¡Qué moderación y clímax en su interpretación de la fuga! Era viril, apasionado y romántico, pero controlado. ¡Aquí no hay pretensiones académicas de hacer que suene como un instrumento castrado del siglo XVIII! Y a los ochenta Alcock era todo lo que había sido a los cincuenta, con una madurez y dulzura añadidas. ¡Era maravilloso!.

## Familia
Alcock era hijo de Walter William Alcock y Mary Galpin. En 1871, Walter William era el superintendente del Orfanato de la Policía Metropolitana en Fortescue House, Twickenham. En 1893 Alcock se casó con Naomi Blanche Lucas. Tuvieron un hijo y cinco hijas. La hija mayor, Naomi Judith, se casó en 1922 con Dingwall Bateson, presidente de la Law Society.